# Siphona brunnescens
Siphona brunnescens är en tvåvingeart som först beskrevs av Villeneuve 1921.  Siphona brunnescens ingår i släktet Siphona och familjen parasitflugor. Inga underarter finns listade i Catalogue of Life.